# Санчидріан
Санчидріан (ісп. Sanchidrián) — муніципалітет в Іспанії, у складі автономної спільноти Кастилія-і-Леон, у провінції Авіла. Населення — 856 осіб (2010).
Муніципалітет розташований на відстані близько 90 км на північний захід від Мадрида, 27 км на північ від Авіли.
На території муніципалітету розташовані такі населені пункти: (дані про населення за 2010 рік)
- Ла-Естасьйон: 107 осіб
- Санчидріан: 749 осіб

## Демографія
Динаміка населення (INE ):